# Frank Schliephake
Frank Schliephake (* 10. Oktober 1938 in Bad Dürrenberg) ist ein deutscher Ingenieur und früherer Volkskammerabgeordneter der SED.

## Leben
Schliephake ist der Sohn eines Angestellten. Nach dem Besuch der Grundschule und der Oberschule besuchte er von 1956 bis 1962 die Hochschule für Bauwesen in Leipzig. Dort legte er 1961 das Staatsexamen als Diplom-Ingenieur ab. Danach war er als Leiter der Fließfertigung Industriebau im Bau- und Montagekombinat Chemie Halle, Betriebsteil Leuna II tätig.

## Politik
Schliephake trat 1952 in die FDJ und 1956 in den FDGB ein und wurde 1962 Mitglied der SED. 
In der Wahlperioden von 1963 bis 1967 war er Mitglied der SED-Fraktion in der Volkskammer der DDR. Er war Mitglied des Ausschusses für Industrie, Bauwesen und Verkehr.

## Auszeichnungen
- Verdienter Aktivist
- Arthur-Becker-Medaille in Bronze